# Louis-César-Constantin de Rohan-Guéménée-Montbazon
Louis-César-Constantin de Rohan-Guémenée-Montbazon (ur. 24 marca 1697 w Paryżu, zm. 11 marca 1779 tamże) – francuski duchowny katolicki, biskup Strasburga, kardynał, stryj Louisa-René-Édouarda de Rohan-Guéménée.

## Życiorys
Pochodził z arystokratycznego rodu Rohan. W 1714 wstąpił do floty wojennej Zakonu Rycerzy Świętego Jana. W 1723 zakończył służbę w stopniu kapitana.
23 września 1756 został wybrany biskupem Strasburga, którym pozostał już do śmierci. 16 marca 1757 w Paryżu przyjął sakrę z rąk kardynała Frédérica-Jérôme'a de la Rochefoucaulda de Roye (współkonsekratorami byli biskupi Louis-Sextius de Jarente de la Bruyère i François de Brunes de Montlouet). 23 listopada 1761 Klemens XIII wyniósł go do godności kardynalskiej. Nie brał udziału w Konklawe 1769 (wybierającym Klemensa XIV) ani 1774–1775 (wybierającym Piusa VI).